# Campo Santo Stefano
Campo Santo Stefano o Campo Morosini è uno dei campi più vasti di Venezia.

## Descrizione
Si trova nel sestiere di San Marco, non distante dal Ponte dell'Accademia. Su di esso si affacciano la chiesa di Santo Stefano, la chiesa di San Vidal, Palazzo Morosini, Palazzo Loredan e nell'adiacente campiello Pisani il Palazzo Pisani.
Al centro del campo si erge la statua del letterato Niccolò Tommaseo, opera di Francesco Barzaghi del 1882.